# Palazzo Reale (Altofonte)
Der Palazzo Reale in Altofonte auf Sizilien, auch Palazzo di Parco genannt, war ein Schloss der normannischen Könige Siziliens. Es lag in dem Teil des königlichen Parks, der sich westlich der Altstadt von Palermo erstreckte.

## Geschichte
Das Schloss wurde in der ersten Hälfte des 12. Jahrhunderts unter Roger II. errichtet, der erster König von Sizilien war. Im 14. Jahrhundert wurde über den Resten des Palastes das Kloster Santa Maria Altofonte erbaut.

## Beschreibung
Von dem ursprünglichen Schloss sind nur noch einige Räume mit Kreuzgewölbe im Erdgeschoss des Klosters und drei Bögen eines Portikus erhalten. Außerdem steht noch die Capella di San Michele Arcangelo, die dem heiligen Michael geweihte Schlosskapelle. Sie ist ein einschiffiger rechteckiger Raum mit einer Hauptapsis, zwei kleinen Nebenapsiden und einer Kuppel über dem von dem Hauptschiff durch einen Bogen abgetrennten Presbyterium.